# Festival Panafricain du Cinéma de Ouagadougou

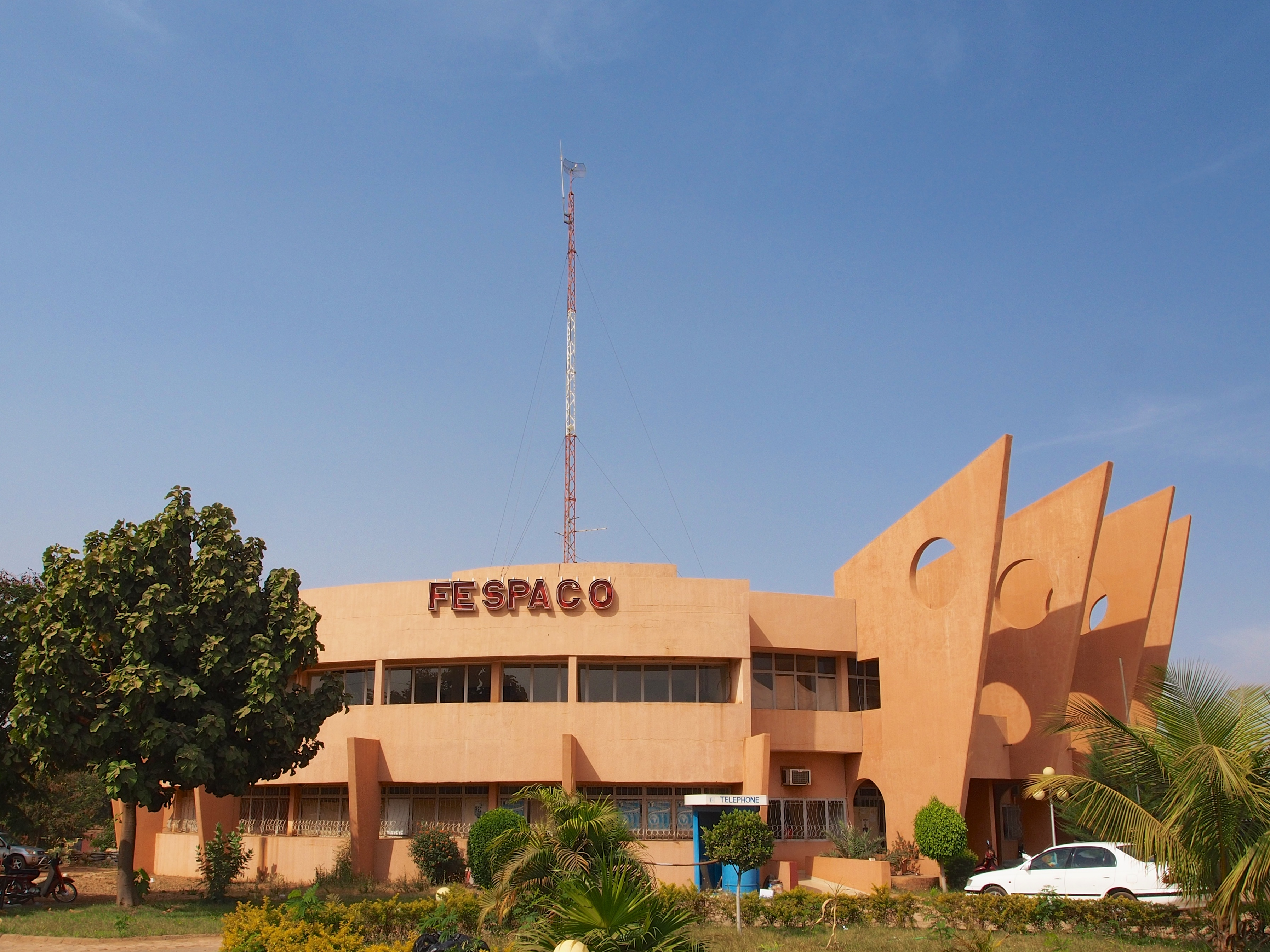
La residenza del FESPACO a Ouagadougou

Il Festival Panafricain du Cinéma de Ouagadougou (abbreviato in FES.PA.C.O), è un festival cinematografico che viene allestito ogni due anni a Ouagadougou, in Burkina Faso.

## Storia
Il premio fu istituito nel 1969 ed è probabilmente l'evento principale del cinema africano. La visibilità internazionale dell'evento ha permesso a molti giovani registi africani di farsi conoscere nel mondo.
Nel 1972 è stato cretao il premio Étalon de Yennenga in onore della Principessa Yennenga, per ricompensare il lungometraggio più rappresentativo dell'identità africana.

## Edizione del 2007
L'edizione del festival, tenutasi il 3 marzo 2007 col titolo Il XX compleanno del FESPACO, ha ospitato dibattiti, un workshop per i giovanissimi cineasti africani, due speciali retrospettive sul cinema del Mali e su quello marocchino, un convegno sul tema "Cinema africano e diversità culturale", e tre atelier di approfondimento dedicati rispettivamente ad archivi cinematografici, diritti d'autore e cinema digitale. In totale sono stati selezionati 207 film, di cui 20 ufficialmente in concorso.
Il vincitore dell'edizione è stato il film Ezra di Newton Aduaka, storia di un ex bambino-soldato in Sierra Leone che cerca di sopravvivere alla fine della dolorosa guerra civile. Lo "Stallone d'argento" (il secondo premio) è andato a Les Saignantes del camerunese Jean-Pierre Bekolo, e lo "Stallone di bronzo" a Daratt di Mahamat-Saleh Haroun, che ha vinto anche il cospicuo premio stanziato dell'Unione europea.

## Edizione del 2009
L'edizione del 2009, XXI edizione del festival, si è tenuta dal 28 febbraio al 7 marzo, col titolo Cinema africano: turismo e patrimoni culturali. Sono stati presentati 128 fra lungometraggi, cortometraggi, documentari, fiction e serie televisive. La XXI edizione ha enfatizzato più delle precedenti la produzione televisiva del continente africano. Fra i titoli più apprezzati dalla critica si segnalano Mah saah-sah del regista camerunese Daniel Kanwa, Fantafanga dei maliani Adama Drabo e Ladji Diakitè, Behind the Rainbow dell'egiziana Jihan El-Tahri e La Traversèe della tunisina Nadia Touijer.
A essere premiato come miglior lungometraggio del festival è stato il film Teza del regista etiope Hailé Gerima, già vincitore del Gran Premio della Giuria al precedente Festival di Venezia. Secondo classificato è stato Nothing but the Truth del sudafricano John Kani, e terzo Mascarades, dell'algerino Lyes Salem. Come miglior cortometraggio è stato selezionato Sektou di Benaissa Khaled (Algeria); secondo e terzo posto sono andati rispettivamente a C'est dimanche! di Samir Guesmi (ancora Algeria) e Waramutseho dei camerunesi Kouemo Yanghu e Bernard Auguste.
Il premio per il miglior documentario è andato a Nos lieux interdits, della regista marocchina Kilani Leila.

## Edizione del 2011
L'edizione del 2011, XXII edizione del festival, si è tenuta dal 26 febbraio al 5 marzo con il titolo: Cinéma africain et marchés.